# 졸음쉼터
졸음쉼터는 도로법 제2조 및 도로법 시행령 제3조에 따라 휴게소간 간격이 먼 구간에 졸음운전에 따른 사고의 예방을 위하여 도로안전 기능을 강화하고, 생리적 욕구 해소를 위해 설치한 시설이다.

## 개요
대한민국의 고속도로가 건설된 이후 고속도로에 설치된 휴게소 평균 간격이 약 27km, 긴 곳은 50km가 넘는 곳이 존재하고 있는 상황이며, 2011년 기준 3년간 전체 교통사고 사망자를 분석한 결과 62%가 `졸음운전`으로 인한 사고임이 드러나면서 한국도로공사 장석효 사장이 교통사고를 막기 위한 특별대책으로 졸음운전을 예방하기 위해 도입하게 되었다.
2011년 한해 동안 휴게소 간 거리가 50㎞ 안팎인 곳들을 대상으로 우선 설치하기 시작해 2012년 1월 말까지 40곳이 먼저 설치되었으며, 설 연휴가 시작되면서 언론에서 대대적으로 졸음쉼터 설치 사실을 알려 졸음쉼터 이용을 홍보해 2012년 설 연휴 기간 동안 고속도로를 이용한 차량은 하루 평균 357만대로 지난 해보다 약 0.1%가 증가했지만 교통사고로 인한 사망자 수는 2011년 설 연휴에 4명, 추석 연휴에 4명인 반면에 1명 밖에 발생하지 않은 것으로 나타났으며, 또한 2011년 전체로 보았을 때 고속도로 교통사고 사망자가 265명으로 전년 대비 25%(88명) 감소한 것으로 나타나 졸음쉼터 설치가 교통사고 예방 효과가 뛰어나다는 것이 입증되었다.
그러나 초창기에 도입된 졸음쉼터는 겨우 몇 대의 주차 공간밖에 확보되지 않아 컨테이너 수송차량, 버스 등 대형차가 먼저 공간을 차지하면 주차할 곳이 부족해지는 현상이 발생해 갓길이나 다름없는 진입로 근처까지 길게 차량이 늘어서는 일이 발생하기 시작했으며, 또한 화장실과 편의점 등이 미처 설치되지 않은 경우도 있어 생리적 욕구를 해결하지 못하는 등 위험한 현상이 나타나기 시작했다. 또한 당시 졸음쉼터가 한국도로공사에서 운영하는 구간에만 설치되어 있고, 민자구간 고속도로의 경우 당시 졸음쉼터가 단 한 곳도 설치되어 있지 않은 문제점이 있었다.
2013년 국토교통부는 위와 같은 문제점을 인식하고 토지매입비는 국가가 예산으로 확보하여 지원하고, 공사비는 민자 법인에서 부담하는 방안으로 졸음쉼터를 개설하는 것으로 추진하고, 건설중인 민자고속도로의 휴게시설 설치계획도 점검해 졸음쉼터 설치를 반영하도록 하였다. 또한 기존 졸음쉼터에 화장실과 주차장을 추가로 설치하고, 명절이나 휴가철 등 한시적으로 이용 수요가 집중되는 시기에는 임시 화장실 배치도 하기로 했으며, 또한 고속도로 뿐만 아니라 국도 구간 9개소에도 졸음쉼터를 확대 설치하기로 했다.
2017년까지 대한민국의 고속도로에는 졸음쉼터가 170개소, 대한민국의 일반 국도에는 50개소가 설치되어 있으며, 서울외곽순환고속도로나 서해안고속도로에는 기존 요금소 여유공간을 활용하여 고객쉼터 및 푸드트럭을 겸비한 졸음쉼터인 '행복드림쉼터'가 총 9개소가 설치되어 있다. 졸음쉼터에는 2015년 기준 1곳 당 매일 평균 170대씩 이용하고 있으며, 이용자 만족도(졸음사고 예방효과)는 543명 중 505명(93%)이 우수하다고 응답한 것으로 나타났다.

## 설치 기준
2017년 5월 국토교통부 예규 제2017-167호 고속국도 졸음쉼터의 설치 및 관리 지침을 통해 졸음쉼터의 설치 기준이 마련되었다.

## 졸음쉼터 설치 현황

### 고속도로
| 노선명        | 명칭       | 위치                                                                                    | 설치방향    | 비고                        |
| ------------- | ---------- | --------------------------------------------------------------------------------------- | ----------- | --------------------------- |
| 경부          | 양산       | 경상남도 양산시 중부동                                                                  | 양방향      | 구 양산정류소               |
| 경부          | 삼남       | 울산광역시 울주군 삼남읍 교동리                                                         | 서울 방향   |                             |
| 경부          | 언양       | 울산광역시 울주군 언양읍 반곡리                                                         | 부산 방향   |                             |
| 경부          | 내남       | 경상북도 경주시 내남면 이조리                                                           | 서울 방향   |                             |
| 경부          | 북안       | 경상북도 영천시 북안면 반정리                                                           | 양방향      |                             |
| 경부          | 검단       | 대구광역시 북구 검단동                                                                  | 양방향      |                             |
| 경부          | 지천       | 경상북도 칠곡군 지천면 영오리                                                           | 서울 방향   |                             |
| 경부          | 석적       | 경상북도 칠곡군 석적읍 포남리                                                           | 양방향      |                             |
| 경부          | 선기       | 경상북도 구미시 도량동                                                                  | 양방향      |                             |
| 경부          | 대신       | 경상북도 김천시 아포읍 대신리                                                           | 양방향      |                             |
| 경부          | 봉산       | 경상북도 김천시 봉산면 태화리                                                           | 양방향      |                             |
| 경부          | 추풍령     | 충청북도 영동군 추풍령면 추풍령리                                                       | 양방향      |                             |
| 경부          | 청성       | 충청북도 옥천군 청성면 조천리                                                           | 서울 방향   |                             |
| 경부          | 옥천       | 서울 : 충청북도 옥천군 군북면 증약리 부산 : 충청북도 옥천군 군북면 이백리               | 양방향      |                             |
| 경부          | 신탄진     | 대전광역시 대덕구 상서동                                                                | 부산 방향   |                             |
| 경부          | 옥산       | 충청북도 청주시 흥덕구 옥산면 오산리                                                    | 서울 방향   | 구 옥산휴게소 (옥산 나들목) |
| 경부          | 입장       | 충청남도 천안시 서북구 입장면 용정리                                                    | 부산 방향   |                             |
| 경부          | 연곡       | 충청남도 천안시 서북구 입장면 연곡리                                                    | 부산 방향   |                             |
| 경부          | 원곡       | 경기도 평택시 용이동                                                                    | 서울 방향   |                             |
| 경부          | 남사       | 경기도 용인시 처인구 남사읍 진목리                                                      | 부산 방향   |                             |
| 경부          | 오산       | 경기도 오산시 부산동                                                                    | 양방향      |                             |
| 남해          | 강진       | 순천 : 전라남도 강진군 작천면 평기리 영암 : 전라남도 강진군 성전면 명산리               | 양방향      |                             |
| 남해          | 벌교       | 순천 : 전라남도 보성군 벌교읍 마동리 영암 : 전라남도 보성군 벌교읍 영등리               | 양방향      |                             |
| 남해          | 순천       | 전라남도 순천시 서면 죽평리                                                             | 양방향      |                             |
| 남해          | 광양       | 전라남도 광양시 광양읍 우산리                                                           | 양방향      |                             |
| 남해          | 진교       | 경상남도 하동군 진교면 관곡리                                                           | 순천 방향   |                             |
| 남해          | 곤양       | 경상남도 사천시 곤양면 맥사리                                                           | 양방향      |                             |
| 남해          | 지수       | 부산 : 경상남도 진주시 지수면 금곡리 순천 : 진주시 사봉면 방촌리                        | 양방향      |                             |
| 남해          | 북창원     | 경상남도 창원시 의창구 북면 지개리                                                      | 부산 방향   |                             |
| 남해          | 진례       | 경상남도 김해시 진례면 초전리                                                           | 양방향      |                             |
| 광주대구      | 담양       | 전라남도 담양군 봉산면 유산리                                                           | 대구 방향   |                             |
| 광주대구      | 대강       | 전북특별자치도 남원시 대강면 입암리                                                     | 광주 방향   |                             |
| 광주대구      | 남상       | 대구 : 경상남도 거창군 남상면 무촌리 광주 : 경상남도 거창군 남상면 오계리               | 양방향      |                             |
| 광주대구      | 쌍림       | 경상북도 고령군 쌍림면 월막리                                                           | 광주 방향   |                             |
| 광주대구      | 고령       | 경상북도 고령군 개진면 양전리                                                           | 대구 방향   |                             |
| 서해안        | 몽탄       | 서울 : 전라남도 무안군 몽탄면 학산리 목포 : 전라남도 무안군 몽탄면 내리                 | 양방향      |                             |
| 서해안        | 영광       | 전라남도 영광군 영광읍 학정리                                                           | 서울 방향   |                             |
| 서해안        | 고창       | 전북특별자치도 고창군 무장면 덕림리                                                     | 목포 방향   |                             |
| 서해안        | 줄포       | 전북특별자치도 고창군 흥덕면 신덕리                                                     | 목포 방향   |                             |
| 서해안        | 서김제     | 전북특별자치도 김제시 만경읍 장산리                                                     | 양방향      |                             |
| 서해안        | 동서천     | 충청남도 서천군 기산면 두북리                                                           | 양방향      |                             |
| 서해안        | 춘장대     | 충청남도 보령시 주산면 증산리                                                           | 양방향      |                             |
| 서해안        | 무창포     | 충청남도 보령시 남포면 신흥리                                                           | 서울 방향   |                             |
| 서해안        | 광천       | 충청남도 보령시 천북면 신죽리                                                           | 서울 방향   |                             |
| 서해안        | 해미       | 서울 : 충청남도 홍성군 갈산면 대사리 목포 : 충청남도 서산시 고북면 신송리               | 양방향      |                             |
| 서해안        | 용연       | 충청남도 당진시 용연동                                                                  | 서울 방향   |                             |
| 서해안        | 당진       | 충청남도 당진시 송악읍 영천리                                                           | 양방향      |                             |
| 서해안        | 향남       | 경기도 화성시 향남읍 구문천리                                                           | 목포 방향   |                             |
| 서해안        | 서서울     | 경기도 안산시 상록구 장하동                                                             | 양방향      | 서서울영업소 활용           |
| 울산          | 울산       | 울산광역시 울주군 언양읍 반송리                                                         | 양방향      | 구 울산요금소               |
| 새만금포항    | 완주       | 전북특별자치도 완주군 삼례읍 석전리                                                     | 양방향      |                             |
| 새만금포항    | 화산       | 경상북도 영천시 화산면 암기리                                                           | 포항 방향   |                             |
| 새만금포항    | 기계       | 경상북도 포항시 북구 기계면 봉계리                                                      | 대구 방향   |                             |
| 호남          | 주암       | 전라남도 순천시 주암면 복다리                                                           | 양방향      |                             |
| 호남          | 삼기       | 전라남도 곡성군 삼기면 월경리                                                           | 양방향      |                             |
| 호남          | 대덕       | 전라남도 담양군 대덕면 매산리                                                           | 양방향      |                             |
| 호남          | 광산       | 광주광역시 광산구 비아동                                                                | 천안 방향   | 비아정류소                  |
| 호남          | 장성       | 전라남도 장성군 장성읍 유탕리                                                           | 양방향      |                             |
| 호남          | 내장산     | 천안 : 전북특별자치도 정읍시 입암면 마석리 순천 : 전북특별자치도 정읍시 입암면 하부리   | 양방향      |                             |
| 호남          | 정우       | 전북특별자치도 정읍시 정우면 우산리                                                     | 양방향      |                             |
| 호남          | 태인       | 전북특별자치도 정읍시 태인면 오봉리                                                     | 천안 방향   |                             |
| 호남          | 서전주     | 전북특별자치도 완주군 이서면 상개리                                                     | 천안 방향   |                             |
| 호남          | 전주       | 전북특별자치도 전주시 덕진구 장동                                                       | 양방향      |                             |
| 호남          | 삼례       | 논산 : 전북특별자치도 익산시 왕궁면 온수리 순천 : 전북특별자치도 완주군 삼례읍 해전리   | 양방향      |                             |
| 호남          | 익산       | 전북특별자치도 익산시 왕궁면 구덕리                                                     | 천안 방향   |                             |
| 세종포천      | 소흘       | 경기도 포천시 소흘읍 이가팔리                                                           | 양방향      |                             |
| 서산영덕      | 금남       | 세종특별자치시 금남면 영곡리                                                            | 대전 방향   |                             |
| 서산영덕      | 회인       | 충청북도 보은군 회인면 용촌리                                                           | 청주 방향   |                             |
| 서산영덕      | 탄부       | 충청북도 보은군 탄부면 매화리                                                           | 양방향      |                             |
| 서산영덕      | 상주       | 영덕 : 경상북도 상주시 내서면 신촌리 청주 : 경상북도 상주시 내서면 고곡리               | 양방향      |                             |
| 서산영덕      | 삼춘       | 경상북도 의성군 안평면 삼춘리                                                           | 영덕 방향   |                             |
| 서산영덕      | 하화       | 경상북도 의성군 단촌면 관덕리                                                           | 청주 방향   |                             |
| 서산영덕      | 묵계       | 경상북도 안동시 길안면 묵계리                                                           | 영덕 방향   |                             |
| 서산영덕      | 지품       | 경상북도 영덕군 지품면 지품리                                                           | 청주 방향   |                             |
| 서산영덕      | 수암       | 경상북도 영덕군 지품면 수암리                                                           | 영덕 방향   |                             |
| 통영대전      | 고성       | 경상남도 고성군 거류면 송산리                                                           | 양방향      |                             |
| 통영대전      | 금곡       | 경상남도 사천시 사천읍 금곡리                                                           | 양방향      |                             |
| 통영대전      | 진주       | 경상남도 진주시 판문동                                                                  | 양방향      |                             |
| 통영대전      | 금서       | 경상남도 산청군 금서면 특리                                                             | 양방향      |                             |
| 통영대전      | 수동       | 경상남도 함양군 수동면 화산리                                                           | 양방향      | 구 수동요금소               |
| 통영대전      | 서상       | 경상남도 함양군 서하면 봉전리                                                           | 양방향      |                             |
| 통영대전      | 무주       | 전북특별자치도 무주군 적상면 사산리                                                     | 양방향      |                             |
| 통영대전      | 금산       | 대전 : 충청남도 금산군 부리면 불이리 통영 : 충청남도 금산군 부리면 현내리               | 양방향      |                             |
| 중부          | 오창       | 하남 : 충청북도 청주시 청원구 오창읍 괴정리 대전 : 충청북도 청주시 청원구 오창읍 주성리 | 양방향      |                             |
| 중부          | 농다리     | 충청북도 진천군 문백면 구산동리                                                         | 대전 방향   |                             |
| 중부          | 진천       | 충청북도 진천군 초평면 중석리                                                           | 하남 방향   |                             |
| 중부          | 대소       | 충청북도 음성군 대소면 오류리                                                           | 하남 방향   |                             |
| 중부          | 일죽       | 경기도 안성시 일죽면 월정리                                                             | 양방향      |                             |
| 중부          | 모가       | 경기도 이천시 모가면 신갈리                                                             | 양방향      |                             |
| 중부          | 도척       | 경기도 광주시 도척면 진우리                                                             | 양방향      |                             |
| 중부          | 번천       | 경기도 광주시 남한산성면 광지원리                                                       | 양방향      |                             |
| 제2중부       | 상번천     | 경기도 광주시 남한산성면 상번천리                                                       | 양방향      |                             |
| 평택제천      | 중앙탑     | 충청북도 충주시 중앙탑면 하구암리                                                       | 양방향      |                             |
| 평택제천      | 금성       | 충청북도 제천시 금성면 사곡리                                                           | 양방향      |                             |
| 중부내륙      | 창녕       | 양평 : 경상남도 창녕군 창녕읍 탐하리 창원 : 경상남도 창녕군 대지면 효정리               | 양방향      |                             |
| 중부내륙      | 현풍       | 대구광역시 달성군 현풍읍 대리                                                           | 창원 방향   |                             |
| 중부내륙      | 개진       | 경상북도 고령군 개진면 부리                                                             | 양평 방향   |                             |
| 중부내륙      | 오봉       | 경상북도 김천시 남면 오봉리                                                             | 창원 방향   |                             |
| 중부내륙      | 아포       | 양평 : 경상북도 구미시 선산읍 습례리 창원 : 경상북도 김천시 아포읍 예리                 | 양방향      |                             |
| 중부내륙      | 낙상       | 경상북도 상주시 낙상동                                                                  | 양평 방향   |                             |
| 중부내륙      | 사벌       | 경상북도 상주시 사벌국면 덕담리                                                         | 창원 방향   |                             |
| 중부내륙      | 문경       | 경상북도 문경시 문경읍 각서리                                                           | 창원 방향   |                             |
| 중부내륙      | 대소원     | 충청북도 충주시 대소원면 완오리                                                         | 양평 방향   |                             |
| 중부내륙      | 노은       | 충청북도 충주시 노은면 신효리                                                           | 창원 방향   |                             |
| 중부내륙      | 앙성       | 충청북도 충주시 앙성면 지당리                                                           | 양평 방향   |                             |
| 중부내륙      | 가남       | 경기도 여주시 가남읍 삼승리                                                             | 창원 방향   |                             |
| 영동          | 군자       | 경기도 시흥시 거모동                                                                    | 인천 방향   | 군자영업소 활용             |
| 영동          | 이목       | 경기도 수원시 장안구 이목동                                                             | 강릉 방향   |                             |
| 영동          | 용인       | 경기도 용인시 기흥구 청덕동                                                             | 강릉 방향   |                             |
| 영동          | 이천       | 경기도 이천시 고담동                                                                    | 양방향      |                             |
| 영동          | 생태습지   | 경기도 여주시 가남읍 안금리                                                             | 강릉 방향   |                             |
| 영동          | 적금       | 경기도 여주시 강천면 적금리                                                             | 양방향      |                             |
| 영동          | 소초       | 강원특별자치도 원주시 소초면 평장리                                                     | 양방향      |                             |
| 영동          | 삽교       | 강원특별자치도 횡성군 둔내면 삽교리                                                     | 양방향      |                             |
| 영동          | 월정       | 강원특별자치도 평창군 대관령면 유천리                                                   | 양방향      | 구 월정요금소               |
| 중앙          | 대동       | 경상남도 김해시 대동면 괴정리                                                           | 춘천 방향   | 대동영업소 활용             |
| 중앙          | 김해부산   | 경상남도 김해시 대동면 덕산리                                                           | 춘천 방향   | 김해부산영업소 활용         |
| 중앙          | 가천       | 대구광역시 수성구 가천동                                                                | 양방향      | 구 대구요금소               |
| 중앙          | 읍내       | 대구광역시 북구 읍내동                                                                  | 춘천 방향   |                             |
| 중앙          | 명곡       | 경상북도 구미시 장천면 명곡리                                                           | 양방향      |                             |
| 중앙          | 안평       | 경상북도 의성군 안평면 기도리                                                           | 양방향      |                             |
| 중앙          | 풍산       | 경상북도 안동시 풍산읍 만운리                                                           | 부산 방향   |                             |
| 중앙          | 보문       | 경상북도 예천군 보문면 오신리                                                           | 춘천 방향   |                             |
| 중앙          | 죽령       | 충청북도 단양군 대강면 용부원리                                                         | 양방향      |                             |
| 중앙          | 봉양       | 충청북도 제천시 봉양읍 명암리                                                           | 춘천 방향   |                             |
| 중앙          | 남원주     | 강원특별자치도 원주시 호저면 만종리                                                     | 양방향      | 구 남원주요금소             |
| 중앙          | 홍천강     | 강원특별자치도 홍천군 북방면 소매곡리                                                   | 부산 방향   |                             |
| 서울양양      | 북방       | 강원특별자치도 홍천군 북방면 성동리                                                     | 서울 방향   |                             |
| 서울양양      | 인제       | 강원특별자치도 인제군 상남면 상남리                                                     | 양방향      |                             |
| 서울양양      | 양양       | 양양 : 강원특별자치도 양양군 서면 서림리 서울 : 강원특별자치도 양양군 서면 영덕리       | 양방향      |                             |
| 동해          | 강현       | 강원특별자치도 양양군 강현면 침교리                                                     | 양방향      |                             |
| 수도권제1순환 | 성남       | 경기도 성남시 수정구 수진동                                                             | 퇴계원 방향 | 성남영업소 활용             |
| 수도권제1순환 | 구리       | 경기도 구리시 토평동                                                                    | 판교 방향   | 구리남양주영업소 활용       |
| 수도권제1순환 | 김포       | 경기도 김포시 고촌읍 신곡리                                                             | 양방향      | 김포영업소 활용             |
| 수도권제1순환 | 시흥       | 경기도 시흥시 계수동                                                                    | 양방향      | 시흥영업소 활용             |
| 수도권제1순환 | 청계       | 경기도 의왕시 청계동                                                                    | 퇴계원 방향 | 청계영업소 활용             |
| 남해제1지선   | 창원       | 경상남도 창원시 의창구 동정동                                                           | 양방향      | 구 마산요금소               |
| 서천공주      | 시초       | 충청남도 서천군 시초면 풍정리                                                           | 서천 방향   |                             |
| 서천공주      | 부여       | 충청남도 부여군 규암면 신성리                                                           | 공주 방향   |                             |
| 호남지선      | 논산       | 충청남도 논산시 가야곡면 등리                                                           | 양방향      |                             |
| 호남지선      | 서대전     | 대전광역시 유성구 대정동                                                                | 논산 방향   |                             |
| 호남지선      | 유성       | 대전광역시 유성구 죽동                                                                  | 회덕 방향   |                             |
| 호남지선      | 북대전     | 대전광역시 유성구 방현동                                                                | 양방향      |                             |
| 고창담양      | 태령       | 광주광역시 북구 태령동                                                                  | 양방향      |                             |
| 영천상주      | 군위애플   | 대구광역시 군위군 소보면 서경리                                                         | 영천 방향   |                             |
| 영천상주      | 군위왜가리 | 대구광역시 군위군 소보면 산법리                                                         | 상주 방향   |                             |
| 영천상주      | 영천별빛   | 경상북도 영천시 매산동                                                                  | 상주 방향   |                             |
| 영천상주      | 영천장미   | 경상북도 영천시 매산동                                                                  | 영천 방향   |                             |
| 부산외곽      | 일광       | 부산광역시 기장군 일광읍 용천리                                                         | 양방향      |                             |

### 일반국도
| 노선명 | 명칭                         | 위치                              | 설치방향           | 담당부처           | 비고                    |
| ------ | ---------------------------- | --------------------------------- | ------------------ | ------------------ | ----------------------- |
| 1호    | 상개                         | 전북특별자치도 완주군 이서면      | 목포 방향          | 익산지방국토관리청 | 호남로 구간             |
| 2호    | 청호                         | 전라남도 무안군 일로읍            | 양방향             | 익산지방국토관리청 | 무영로 구간             |
| 2호    | 평장                         | 전라남도 장흥군 장흥읍            | 양방향             | 익산지방국토관리청 | 녹색로 구간             |
| 2호    | 장동                         | 전라남도 장흥군 장동면            | 목포 방향          | 익산지방국토관리청 | 녹색로 구간             |
| 2호    | 정촌                         | 경상남도 진주시 정촌면            | 양방향             | 부산지방국토관리청 | 정촌우회로 구간         |
| 3호    | 신현                         | 경상북도 문경시 마성면            | 양방향             | 부산지방국토관리청 | 문경대로 구간           |
| 4호    | 구룡                         | 충청남도 부여군 구룡면            | 양방향             | 대전지방국토관리청 | 대백제로 구간           |
| 5호    | 문흥                         | 경상북도 의성군 봉양면            | 철원방향           | 부산지방국토관리청 | 경북대로 구간           |
| 5호    | 이송천                       | 경상북도 안동시 서후면            | 철원방향           | 부산지방국토관리청 | 경북대로 구간           |
| 5호    | 흥양                         | 강원특별자치도 원주시 소초면      | 창원방향           | 원주지방국토관리청 | 원주시 국도대체우회도로 |
| 5호    | 모래재                       | 강원특별자치도 춘천시 동산면      | 철원방향           | 원주지방국토관리청 | 영서로 구간             |
| 5호    | 원창                         | 강원특별자치도 춘천시 동내면      | 철원방향           | 원주지방국토관리청 | 영서로 구간             |
| 5호    | 용산                         | 강원특별자치도 춘천시 신북읍      | 창원방향           | 원주지방국토관리청 | 영서로 구간             |
| 7호    |                              |                                   |                    |                    |                         |
| 서창   | 경상남도 양산시 서창동       | 양방향                            | 부산지방국토관리청 | 통신사로 구간      |                         |
| 장사   | 경상북도 영덕군 남정면       | 고성(부산)방향                    | 부산지방국토관리청 | 동해대로 구간      |                         |
| 화수   | 경상북도 영덕군 영덕읍       | 고성(부산)방향                    | 부산지방국토관리청 | 동해대로 구간      |                         |
| 고곡   | 경상북도 영덕군 축산면       | 부산(고성)방향                    | 부산지방국토관리청 | 동해대로 구간      |                         |
| 부구   | 경상북도 울진군 북면         | 고성(부산)방향                    | 부산지방국토관리청 | 동해대로 구간      |                         |
| 임원   | 강원특별자치도 삼척시 원덕읍 | 부산(고성)방향                    | 원주지방국토관리청 | 동해대로 구간      |                         |
| 초곡   | 강원특별자치도 삼척시 근덕면 | 고성(부산)방향                    | 원주지방국토관리청 | 동해대로 구간      |                         |
| 정암   | 강원특별자치도 양양군 강현면 | 고성 방향                         | 원주지방국토관리청 | 동해대로 구간      |                         |
| 14호   | 삼락                         | 경상남도 고성군 마암면            | 거제(포항)방향     | 부산지방국토관리청 | 남해안대로 구간         |
| 14호   | 용전                         | 경상남도 창원시 의창구            | 포항(거제)방향     | 부산지방국토관리청 | 의창대로 구간           |
| 17호   | 대포                         | 전라남도 여수시 소라면            | 여수 방향          | 익산지방국토관리청 | 엑스포대로 구간         |
| 17호   | 용전                         | 전라남도 순천시 해룡면            | 이천 방향          | 익산지방국토관리청 | 여수로 구간             |
| 17호   | 두신                         | 전라북도 남원시 송동면            | 용인 방향          | 익산지방국토관리청 | 서부로 구간             |
| 19호   | 금덕                         | 전북특별자치도 장수군 장계면      | 양방향             | 익산지방국토관리청 | 장무로 구간             |
| 19호   | 문산                         | 충청북도 충주시 금가면            | 홍천(남해)방향     | 대전지방국토관리청 | 서부순환대로 구간       |
| 20호   | 검단                         | 경상북도 경주시 안강읍            | 양방향             | 부산지방국토관리청 | 건포산업로 구간         |
| 21호   | 공덕                         | 전북특별자치도 김제시 공덕면      | 양방향             | 익산지방국토관리청 | 하공로 구간             |
| 21호   | 중인                         | 전북특별자치도 전주시 완산구      | 남원 방향          | 익산지방국토관리청 | 호남로 구간             |
| 24호   | 송백                         | 경상남도 밀양시 산내면            | 울산(산청)방향     | 부산지방국토관리청 | 밀양대로 구간           |
| 25호   | 인덕                         | 경상북도 구미시 산동면            | 창원(청주)방향     | 부산지방국토관리청 | 낙동대로 구간           |
| 25호   | 해평                         | 경상북도 구미시 해평면            | 창원(청주)방향     | 부산지방국토관리청 | 낙동대로 구간           |
| 27호   | 학석                         | 전북특별자치도 임실군 강진면      | 양방향             | 익산지방국토관리청 | 모악로 구간             |
| 27호   | 백여                         | 전북특별자치도 완주군 구이면      | 양방향             | 익산지방국토관리청 | 모악로 구간             |
| 28호   | 도암                         | 경상북도 의성군 다인면            | 포항(영주)방향     | 부산지방국토관리청 | 서부로 구간             |
| 28호   | 송호                         | 경상북도 의성군 다인면            | 영주(포항)방향     | 부산지방국토관리청 | 비안다인로 구간         |
| 29호   | 송정                         | 전라남도 화순군 이양면            | 양방향             | 익산지방국토관리청 | 화보로 구간             |
| 31호   | 월내                         | 부산광역시 기장군 장안읍          | 양구(부산)방향     | 부산지방국토관리청 |                         |
| 31호   | 대현                         | 경상북도 봉화군 석포면            | 양방향             | 부산지방국토관리청 |                         |
| 31호   | 녹전                         | 강원특별자치도 영월군 산솔면      | 양구(부산)방향     | 원주지방국토관리청 | 태백산로 구간           |
| 31호   | 고사리                       | 강원특별자치도 인제군 인제읍      | 부산(양구)방향     | 원주지방국토관리청 | 내린천로 구간           |
| 31호   | 하리                         | 강원특별자치도 양구군 양구읍      | 양방향             | 원주지방국토관리청 | 금강산로 구간           |
| 33호   | 안포                         | 경상북도 성주군 월항면            | 구미(고성)방향     | 부산지방국토관리청 | 가야로 구간             |
| 34호   | 방축                         | 충청북도 괴산군 사리면            | 영덕(당진)방향     | 대전지방국토관리청 | 중부로 구간             |
| 35호   | 천지                         | 경상북도 안동시 길안면            | 부산(강릉)방향     | 부산지방국토관리청 |                         |
| 36호   | 고현                         | 경상북도 영주시 고현동            | 양방향             | 부산지방국토관리청 | 삼봉로 구간             |
| 37호   | 천남                         | 경기도 여주시 대신면              | 양방향             | 서울지방국토관리청 | 여주북로 구간           |
| 38호   | 문촌                         | 충청북도 음성군 감곡면 문촌리     | 동해방향           | 대전지방국토관리청 | 북부로 구간             |
| 38호   | 지당                         | 충청북도 충주시 앙성면 지당리     | 평택방향           | 대전지방국토관리청 | 북부로 구간             |
| 38호   | 민둥산                       | 강원특별자치도 정선군 남면 문곡리 | 태백(동해)방향     | 원주지방국토관리청 | 강원남로 구간           |
| 43호   | 안녕                         | 경기도 화성시 안녕동              | 양방향             | 서울지방국토관리청 | 봉영로 구간             |
| 77호   | 상정                         | 전라남도 완도군 고금면            | 고금(부산)방향     | 익산지방국토관리청 | 장보고대교 구간         |
| 77호   | 송곡                         | 전라남도 완도군 신지면            | 완도(파주)방향     | 익산지방국토관리청 | 장보고대교 구간         |
| 77호   | 자유로                       | 경기도 파주시                     | 부산방향           | 파주시청           | 자유로 구간             |

## 같이 보기
- 미치노에키
- 간이 휴게소